# Élections à Saint-Georges-du-Bois (Sarthe)
Pour les articles homonymes, voir Saint-Georges-du-Bois.
Voici les résultats des derniers scrutins (depuis 2000 pour la plupart) dans la commune de Saint-Georges-du-Bois. Ce sont les résultats communaux qui y sont annoncés et non les résultats globaux (du canton pour les élections cantonales par exemple).
Saint-Georges-du-Bois est une commune française, située dans le département de la Sarthe et la région Pays de la Loire. Elle se situe à 8 km à l'ouest du Mans.
La commune vote traditionnellement à gauche lors d'élections majeures (européennes, présidentielles ou régionales) mais vote pour un homme, quelle que soit sa couleur politique, lors des élections locales (François Fillon aux législatives ou Franck Breteau aux cantonales).

## Conseil municipal en cours
Saint-Georges-du-Bois est une commune de moins de 2500 habitants, ce sont donc 19 conseillers municipaux qui sont élus lors des élections municipales.
Le maire actuel de Saint-Georges-du-Bois est Franck Breteau. Conseiller municipal élu sur une liste minoritaire en 1989, il a été élu Maire pour la première fois à l'issue du renouvellement du conseil municipal le 23 juin 1995, puis réélu les 16 mars 2001, 15 mars 2008 et 23 mars 2014.
Il est président de la Communauté de communes du Bocage Cénomans depuis sa création, le 16 décembre 1999.
Les cinq adjoint(e)s au maire sont :
- 1er adjoint : Jacky Bailly
- 2e adjointe : Béatrice Pineau
- 3e adjoint : Jacky Lebouc
- 4e adjointe : Florence Hubert
- 5e adjoint : Gilles Serceau

Les conseillers municipaux sont, par ordre alphabétique :
- Mickaël CHANTEPIE
- Laurent DAVID, conseiller communautaire
- Armindo FERNANDES
- Nathalie JARNO
- Bruno KARSENTY - Démissionnaire le xx/xx/2014
- Patrick LELASSEUX, conseiller communautaire
- Stéphanie MULLARD, conseillère communautaire
- Murielle ROBIN
- Céline ROLLAND
- Martine ROPARS, conseillère communautaire
- Guillaume ROUILLARD
- Hélène TOMMERAY, conseillère communautaire
- Nadège VAYER

## Élections municipales

### Élection du11 mars 2001
Sur 1406 inscrits pour l'élection municipale, 511 se sont abstenus (soit 36,34 %), ce qui fait 895 votants et un taux de participation de 63,66 %. Il y eut 124 bulletins blancs ou nuls, représentant 13,85 % des bulletins, soit 771 votes exprimés (86,14 % des bulletins). Les élus sont les suivants:
- Jean-Yves Péan : 731 (94,81 %)
- Patrick Lelasseux : 730 (94,68 %)
- Édith Rouillard : 729 (94,55 %)
- Xavier Sergent : 724 (93,90 %)
- Jean-Michel Albert : 724 (93,90 %)
- Jean Loiseau : 722 (93,64 %)
- Stéphane Leffray : 721 (93,51 %)
- Huguette Pottier : 719 (93,25 %)
- Nadège Vayer : 718 (93,12 %)
- Hélène Pageau : 717 (92,99 %)
- Bernard Lambert : 707 (91,69 %)
- Claude Lemoine : 703 (91,18 %)
- Jacky Bailly : 701 (90,92 %)
- Yvan Davy : 699 (90,66 %)
- Jean-Marc Bour : 695 (90,14 %)
- Béatrice Pineau : 694 (90,01 %)
- Franck Breteau : 693 (89,88 %)
- Roger Choleau : 689 (89,34 %)
- Guy Jarrier : 682 (88,45 %).

### Élection du9 mars 2008
Sur 1494 inscrits pour l'élection municipale, 616 se sont abstenus (soit 41,23 %), ce qui fait 878 votants et un taux de participation de 58,76 %. Il y eut 100 bulletins blancs ou nuls, représentant 11,39 % des bulletins, soit 778 votes exprimés (86,61 % des bulletins). Les élus sont les suivants:
- Florence Hubert : 758 (97,43 %)
- Jacques Coudray : 754 (96,92 %)
- Jean-Yves Péan : 752 (96,66 %)
- Pierre-Marie Vallée : 752 (96,66 %)
- Guillaume Rouillard : 748 (96,14 %)
- Céline Rolland : 747 (96,02 %)
- Patrick Lelasseux : 745 (95,79 %)
- Gildas Huberdeau : 744 (95,63 %)
- Laurent David : 735 (94,47 %)
- Nadège Vayer : 734 (94,34 %)
- Béatrice Pineau : 733 (94,22 %)
- Jean-Noël Fosse : 732 (94,09 %)
- Gilles Serceau : 728 (93,57 %)
- Jacky Bailly : 726 (93,32 %)
- Yvan Davy : 723 (92,93 %)
- Jacky Lebouc : 715 (91,90 %)
- Franck Breteau : 713 (91,64 %)
- Guy Jarrier : 707 (90,87 %)
- Claude Lemoine : 686 (88,17 %)

### Élection du23 mars 2014
Sur 1647 inscrits pour l'élection municipale, 697 se sont abstenus (soit 42,32 %), ce qui fait 950 votants et un taux de participation de 57,68 %. Il y eut 190 bulletins blancs ou nuls, représentant 20,00 % des bulletins, soit 760 votes exprimés (80,00 % des bulletins). Les élus sont les suivants:
- Franck Breteau, conseiller communautaire
- Béatrice Pineau, conseillère communautaire
- Jacky BAILLY, conseiller communautaire
- Martine ROPARS, conseillère communautaire
- Jacky LEBOUC, conseiller communautaire
- Stéphanie MULLARD, conseillère communautaire
- Armindo FERNANDES
- Nathalie JARNO
- Laurent DAVID, conseiller communautaire
- Hélène TOMMERAY, conseillère communautaire
- Patrick LELASSEUX, conseiller communautaire
- Céline ROLLAND
- Gilles SERCEAU
- Florence HUBERT
- Mickaël CHANTEPIE
- Murielle ROBIN
- Bruno KARSENTY
- Nadège VAYER
- Guillaume ROUILLARD

Première élection avec un scrutin de liste, c'est donc la liste complète qui est élue.

## Élections départementales
Saint-Georges-du-Bois est situé dans la Sarthe et fait partie du canton Le Mans 7 depuis mars 2015.

### Élections de 2015
Les élections départementales se déroulent le 22 et 29 mars 2015; pour les deux tours, il y eut 1652 inscrits.
Au premier tour, sur 849 votants (soit 51,39 % des inscrits et 803 abstentions - 48,61 %), on a dénombré 41 bulletins blancs (soit 4,83 % des bulletins), et 14 bulletins nuls (1,65 %) ce qui fait 794 bulletins exprimés (93,52 % des votants). Les résultats donnent PS en tête avec 215 voix (27,08 %), suivi par UMP avec 212 voix (26,70 %), FN avec 203 voix (25,57 %) et Front de Gauche avec 164 voix (20,65 %).
Au niveau cantonal, les listes UMP (1997 voix - 25,46 %) et PS (1963 voix - 25,02 %) sont en ballottage pour le second tour. Les listes FN (1961 voix - 25,00 %) et Front de Gauche (1924 - 24,53 %) sont éliminées.
En raison du faible écart de voix avec le PS, le FN a annoncé vouloir déposé un recours.
Au second tour, il y a 830 abstentions soit 50,24 % des inscrits, et donc 822 votants (49,76 %). On a dénombré 77 bulletins blancs (4,66 %) et 21 nuls (2,55 %), ce qui fait 724 bulletins exprimés (88,08 % des votants). Les résultats placent le binôme Létard-Tolmont (PS) en tête avec 387 voix (53,45 %), devant le binôme Favennec-Polisset (UMP) avec 352 voix (46,55 %).
Paul Létard et Sylvie Tolmont sont élus conseillers départementaux avec 52,64 % des votes.

## Élections cantonales
Saint-Georges-du-Bois est situé dans la Sarthe et fait partie du canton d'Allonnes depuis octobre 1981.

### Élections de 2004
Les élections cantonales se déroulent le 21 et 28 mars 2004; pour les deux tours, il y eut 1438 inscrits.
Au premier tour, 545 abstentions sont constatées, soit 37,90 % des inscrits, et donc 893 votants (62,10 %). On a dénombré 35 bulletins blancs ou nuls (soit 3,92 % des bulletins), ce qui fait 858 bulletins exprimés (96,08 % des votants). Les résultats donnent Stéphane Le Foll (PS) en tête avec 285 voix (33,22 %), suivi par Claudine Lefebvre (UMP) avec 246 voix (28,67 %) et Yvon Luby (PC) avec 130 voix (15,15 %); Christine Rabin (Verts) (78 voix, 9,09 %), Claude Deotto (FN) (73 voix, 8,51 %) et André Chausson (EXG) (46 voix, 5,36 %) sont éliminés.
Au second tour, il y a 535 abstentions soit 37,20 % des inscrits, et donc 903 votants (62,80 %). On a dénombré 58 bulletins blancs ou nuls (soit 6,42 % des bulletins), ce qui fait 845 bulletins exprimés (93,58 % des votants). Les résultats, placent Yvon Luby en tête, avec 493 voix (58,34 %), devant Claudine Lefebvre avec 352 voix (41,66 %). Yvon Luby est élu comme conseiller général.

### Élections de 2011
Les élections cantonales se déroulent le 20 et 27 mars 2011; pour les deux tours, il y eut 1531 inscrits.
Au premier tour, 769 abstentions sont constatées, soit 50,23 % des inscrits, et donc 762 votants (49,77 %). On a dénombré 14 bulletins blancs ou nuls (soit 0,91 % des bulletins), ce qui fait 748 bulletins exprimés (99,09 % des votants). Les résultats donnent Franck Breteau (UMP) en tête avec 319 voix (42,7 %), suivi par Gilles Leproust (PC) avec 140 voix (18,7 %); Anne Pichon (PS) (125 voix, 16,7 %), Marie-Claude Deotto (FN) (92 voix, 12,3 %) et Michel Meunier (Écologistes) (72 voix, 9,6 %) sont éliminés.
Au second tour, il y a 763 abstentions soit 49,84 % des inscrits, et donc 768 votants (50,16 %). On a dénombré 39 bulletins blancs ou nuls (soit 2,55 % des bulletins), ce qui fait 729 bulletins exprimés (97,45 % des votants). Les résultats placent Franck Breteau en tête, avec 394 voix (54,1 %), devant Gilles Leproust avec 335 voix (46 %). Toutefois, c'est ce dernier qui est élu conseiller général.

## Élections régionales
Saint-Georges-du-Bois est situé dans la Sarthe et donc dans la région des Pays de la Loire.

### Élections de 2004
Les élections régionales ont lieu les 21 et 28 mars 2004; pour les deux tours, il y eut 1438 inscrits.
Au premier tour, 541 abstentions sont constatées, soit 37,62 % des inscrits, et donc 897 votants (62,38 %). On a dénombré 47 bulletins blancs ou nuls (soit 5,24 % des bulletins), ce qui fait 850 bulletins exprimés (94,76 % des votants). Les résultats donnent les cinq listes suivantes en tête:
- Liste Jacques Auxiette (À gauche pour une région plus juste - liste de gauche) : 358 (42,12 %)
- Liste François Fillon (Union de la majorité régionale - liste de droite) : 279 (32,82 %)
- Liste Samuel Maréchal (Le Pen pour les Pays De La Loire - liste du Front national) : 77 (9,06 %)
- Liste Yves Cheere (Lutte Ouvrière & Ligue Communiste Révolutionnaire - liste d'extrême gauche) : 76 (8,94 %)
- Liste Jean Arthuis (Vivre ensemble les Pays De La Loire - liste de droite) : 45 (5,29 %)

Au second tour, il y a 517 abstentions soit 35,95 % des inscrits, et donc 921 votants (64,04 %). On a dénombré 39 bulletins blancs ou nuls (soit 4,23 % des bulletins), ce qui fait 882 bulletins exprimés (95,74 % des votants). Les résultats placent la liste de Jacques Auxiette en tête avec 540 voix (61,22 %), contre 342 voix (38,78 %) pour la liste de François Fillon.
Au niveau régional, la liste Jacques Auxiette a remporté les élections, et ce dernier est élu président du conseil régional.

### Élections de 2010
Les élections régionales se déroulent le 14 et 21 mars 2010; pour les deux tours, il y eut 1529 inscrits.
Au premier tour, 780 abstentions sont constatées, soit 51,01 % des inscrits, et donc 749 votants (48,99 %). On a dénombré 34 bulletins blancs ou nuls (soit 2,22 % des bulletins), ce qui fait 715 bulletins exprimés (95,46 % des votants). Les résultats donnent les cinq listes suivantes en tête:
- Liste Jacques Auxiette (La Gauche en Action, liste de rassemblement de la Gauche et des Écologistes - liste d'Union de la gauche) : 283 (39,58 %)
- Liste Christophe Béchu (Agir vraiment - liste de la majorité) : 152 (21,26 %)
- Liste Jean-Philippe Magnien (Europe Écologie Pays de la Loire - liste des Verts) : 102 (14,27 %)
- Liste Marc Gicquel (Tous ensemble, la Gauche Vraiment ! - liste du Parti Comm. et du Parti Gauche) : 72 (10,07 %)
- Liste Brigitte Neveux (Front National Pays De La Loire - liste du Front national) : 63 (8,81 %)

Au second tour, il y a 736 abstentions soit 48,13 % des inscrits, et donc 793 votants (51,86 %). On a dénombré 42 bulletins blancs ou nuls (soit 5,30 % des bulletins), ce qui fait 751 bulletins exprimés (94,70 % des votants). Les résultats placent la liste de Jacques Auxiette en tête avec 521 voix (69,37 %), contre 230 voix (30,63 %) pour la liste de Christophe Béchu.
Au niveau régional, la liste Jacques Auxiette a remporté les élections, et ce dernier est réélu président du conseil régional.

### Élections de 2015
Les élections régionales se déroulent le 6 et 13 décembre 2015; pour les deux tours, il y eut 1675 inscrits.
Au premier tour, 756 abstentions sont constatées, soit 45,13 % des inscrits, et donc 919 votants (54,87 %). On a dénombré 31 bulletins blancs (soit 3,37 % des bulletins), 17 bulletins nuls (soit 1,87 % des bulletins) ce qui fait 871 bulletins exprimés (94,77 % des votants). Les résultats donnent les cinq listes suivantes en tête :
- Liste Christophe Clergeau (Tous unis pour les Pays de La Loire, la gauche et les écologistes) : 300 (34,44 %)
- Liste Pascal Gannat (Liste front National) : 242 (27,78 %)
- Liste Bruno Retailleau (Liste d'union de la droite et du centre) : 159 (18,25 %)
- Liste Sophie Bringuy (Partageons plus qu'une région) : 53 (6,08 %)
- Liste Alain Pagano (L'humain d'abord) : 36 (4,13 %)

## Élections législatives
Saint-Georges-du-Bois est situé dans la 4e circonscription de la Sarthe.

### Élections de 1997
Les élections législatives ont eu lieu les 25 mai et 1er juin 1997. Pour les deux tours, il y eut 1222 inscrits.
Au premier tour, on dénombre 349 abstentions (soit 28,56 % des inscrits), il y eut donc 873 votants (soit 71,44 % des inscrits). Il a été constaté 50 bulletins blancs ou nuls, représentant 5,73 % des bulletins, soit 823 votes exprimés (94,27 % des bulletins). Les résultats donnent les cinq candidatures suivantes en tête :
- François Fillon (RPR) : 299 (36,33 %)
- Gérard Saudubray (PS) : 198 (24,06 %)
- Yvon Luby (PC) : 101 (12,27 %)
- Hubert Bigeard (FN) : 60 (7,29 %)
- Loïc Trideau (Les Verts) : 52 (6,32 %)

Lors du second tour, 327 abstentions sont constatées (soit 26,76 % des inscrits), il y a donc 895 votants (représentant 73,24 % des inscrits). On a dénombré 31 bulletins blancs ou nuls (soit 3,46 % ds bulletins), ce qui fait 864 votes exprimés (soit 96,54 %). Gérard Saudubray (PS) est en tête au niveau communal, avec 496 voix (57,41 %), devant François Fillon (RPR), avec 368 voix (42,59 %).
Pour la circonscription, c'est François Fillon qui est élu.

### Élection de 2002
Les élections législatives ont eu lieu les 9 et 16 juin 2002. Lors du premier tour, on dénombre 1396 inscrits, dont 472 abstentions (33,81 %) et 924 votants (66,19 %); parmi les bulletins, 19 étaient blancs ou nuls (2,06 %), 905 sont exprimés (97,94 %). François Fillon (UMP) arrive en tête des suffrages, avec 428 voix (47,29 %), devant Stéphane Le Foll (PS), avec 289 voix (31,93 %), et Françoise Mauger (FN), avec 53 voix (5,86 %). François Fillon est élu au premier tour  au niveau de la circonscription.

### Élection de 2007
Les élections législatives ont eu lieu les 10 et 17 juin 2007. Lors du premier tour, on dénombre 1489 inscrits, dont 527 abstentions (35,39 %) et 962 votants (64,61 %); parmi les bulletins, 18 étaient blancs ou nuls (1,87 %), 944 sont exprimés (98,13 %). François Fillon (UMP) arrive en tête des suffrages, avec 395 voix (41,84 %), devant Stéphane Le Foll (PS), avec 374 voix (39,62 %). François Fillon est réélu au premier tour au niveau de la circonscription.

### Élection de 2012
Les élections législatives ont eu lieu les 10 et 17 juin 2012,. Pour les deux tours, on dénombre 1585 inscrits.
Au premier tour, on dénombre 548 abstentions (soit 35,17 % des inscrits), il y eut donc 1037 votants (soit 65,43 % des inscrits). Il a été constaté 22 bulletins blancs ou nuls, représentant 2,12 % des bulletins, soit 1015 votes exprimés (97,88 % des bulletins). Les résultats donnent les quatre candidatures suivantes en tête:
- Stéphane Le Foll (PS) : 374 (55,47 %)
- Marc Joulaud (UMP) : 213 (20,99 %)
- Henri Delaune (FN) : 120 (11,82 %)
- Chantal Hersemeule (FG) : 63 (6,21 %)

Lors du second tour, 635 abstentions sont constatées (soit 40,06 % des inscrits), il y a donc 950 votants (représentant 59,94 % des inscrits). On a dénombré 27 bulletins blancs ou nuls (soit 2,84 % des bulletins), ce qui fait 923 votes exprimés (soit 97,13 %). Stéphane Le Foll (PS) est en tête au niveau communal avec 645 voix (69,88 %), contre 278 voix (30,12 %) pour Marc Joulaud (UMP).
Pour la circonscription, Stéphane Le Foll est élu, mais cède la place à son suppléant.

## Référendums
Le 20 septembre 1992, le référendum concernant le traité de Maastricht concerne 1152 inscrits de la commune; 321 personnes se sont abstenues (soit 27,86 %). Sur les 831 bulletins (représentant 72,14 % des inscrits), 31 (3,73 %) ont été blancs ou nuls, soit 800 exprimés. Le « oui » l'emporta avec 405 votes (50,63 %), contre 395 (49,38 %) pour le « non ».
Le 29 mai 2005, les 1447 inscrits de la commune sont appelés à voter pour le référendum sur la future Constitution européenne; 440 personnes se sont abstenues, soit 30,41 % des inscrits. Sur les 1007 bulletins (représentant 69,59 % des inscrits), 31 étaient blancs ou nuls, soit 3,08 % ; ce qui fait 976 bulletins exprimés (96,92 %). Le « non » l'emporte avec 555 voix (56,86 %), le « oui » n'en récoltant que 421 (43,14 %).

## Élections présidentielles

### Élection de 2002
L'élection présidentielle de 2002 s'est déroulée les 21 avril et 5 mai; on dénombre 1395 inscrits pour les deux tours.
Lors du premier tour, 350 personnes se sont abstenues (soit 25,09 % des inscrits). Sur les 1045 bulletins (représentant 74,91 % des inscrits), 46 étaient blancs ou nuls (soit 4,40 % des bulletins). Les 999 bulletins exprimés (95,60 % des bulletins) ont donné les résultats suivants:
- Lionel Jospin : 190 (19,02 %)
- Jacques Chirac : 163 (16,32 %)
- Jean-Marie Le Pen : 128 (12,81 %)
- Arlette Laguiller : 88 (8,81 %)
- Noël Mamère : 78 (7,81 %)
- Jean-Pierre Chevènement : 65 (6,51 %)
- François Bayrou : 59 (5,91 %)
- Olivier Besancenot : 50 (5,01 %)
- les autres candidats ayant obtenu moins de 5 % des suffrages.

Pour le second tour, 277 personnes se sont abstenues, soit 19,86 % des inscrits. Parmi les 1118 bulletins présents dans l'urne (représentant 80,14 % des inscrits), 91 étaient blancs ou nuls (soit 8,14 %); les 1027 bulletins restants (91,86 %) donnent Jacques Chirac en tête avec 905 voix (88,12 %), contre 122 (11,88 %) pour Jean-Marie Le Pen.

### Élection de 2007
L'élection présidentielle de 2007 s'est déroulée les 22 avril et 6 mai; on dénombre 1487 inscrits pour le premier tour, mais seulement 1486 pour le second.
Lors du premier tour, 217 personnes se sont abstenues (soit 14,59 % des inscrits). Sur les 1270 bulletins (représentant 85,41 % des inscrits), 23 étaient blancs ou nuls (soit 1,81 % des bulletins). Les 1247 bulletins exprimés (98,19 % des bulletins) ont donné les résultats suivants:
- Ségolène Royal : 399 (32,00 %)
- Nicolas Sarkozy : 284 (22,77 %)
- François Bayrou : 273 (21,89 %)
- Jean-Marie Le Pen : 90 (7,22 %)
- Olivier Besancenot : 73 (5,85 %)
- les autres candidats ayant obtenu moins de 5 % des suffrages.

Pour le second tour, 217 personnes se sont abstenues, soit 14,60 % des inscrits. Parmi les 1269 bulletins présents dans l'urne (représentant 85,40 % des inscrits), 67 étaient blancs ou nuls (soit 5,28 %); les 1202 bulletins restants (94,72 %) donnent Ségolène Royal en tête avec 699 voix (58,15 %), contre 503 (41,85 %) pour Nicolas Sarkozy.

### Élection de 2012
L'élection présidentielle de 2012 s'est déroulée les 22 avril et 6 mai; on dénombre 1584 inscrits pour les deux tours.
Lors du premier tour, 229 personnes se sont abstenues (soit 14,46 % des inscrits). Sur les 1355 bulletins (représentant 85,54 % des inscrits), 36 étaient blancs ou nuls (soit 2,66 % des bulletins). Les 1319 bulletins exprimés (97,34 % des bulletins) ont donné les résultats suivants:
- François Hollande : 472 (35,78 %)
- Nicolas Sarkozy : 256 (19,41 %)
- Marine Le Pen : 212 (16,15 %)
- Jean-Luc Mélenchon : 173 (13,12 %)
- François Bayrou : 136 (10,31 %)
- les autres candidats ayant obtenu moins de 10 % des suffrages.

Pour le second tour, 255 personnes se sont abstenues, soit 16,10 % des inscrits. Parmi les 1329 bulletins présents dans l'urne (représentant 83,90 % des inscrits), 84 étaient blancs ou nuls (soit 6,32 %); les 1245 bulletins restants (93,68 %) donnent François Hollande en tête avec 749 voix (60,16 %), contre 496 (39,84 %) pour Nicolas Sarkozy.

## Élections européennes
Le 13 juin 2004, les élections européennes appellent 1443 personnes à voter; 850 d'entre elles s'abstiennent, soit 58,91 %. Parmi les 593 bulletins dépouillés (représentant 41,09 % des inscrits), 14 se sont révélés blancs ou nuls, soit 2,36 %; les 579 autres, soit 97,64 % des bulletins, ont donné les résultats suivants:
- Liste Bernard Poignant (PS) : 234 (40,41 %)
- Liste Philippe de Villiers (divers droite) : 75 (12,95 %)
- Liste Roselyne Bachelot (UMP) : 51 (8,81 %)
- Liste Hélène Aubert (Les Verts) : 43 (7,43 %)
- Liste Philippe Morillon (UDF) : 36 (6,22 %)
- Liste Patrick Le Hyaric (PC) : 35 (6,04 %)
- Liste Samuel Maréchal (FN) : 33 (5,70 %)
- les autres listes ont moins de 5 % des suffrages.

Le 7 juin 2009, les élections européennes appellent 1509 personnes à voter; 909 d'entre elles s'abstiennent, soit 60,24 %. Parmi les 600 bulletins dépouillés (représentant 39,76 % des inscrits), 25 se sont révélés blancs ou nuls, soit 1,66 % ; les 575 autres, soit 95,83 % des bulletins, ont donné les résultats suivants :
- Liste Bernadette Vergnaud (PS) : 148 (25,74 %)
- Liste Christophe Béchu (UMP) : 118 (20,52 %)
- Liste Yannick Jadot (Les Verts) : 85 (14,78 %)
- Liste Laurence De Bouard (extrême-gauche) : 46 (8,00 %)
- Liste Philippe De Villiers (divers droite) : 41 (7,13 %)
- Liste Sylvie Goulard (centre-MoDem) : 38 (6,61 %)
- Liste Jacques Généreux (PCF et Parti de gauche) : 34 (5,91 %)
- Eva Roy (autre liste) : 29 (5,04 %)
- les autres listes ont moins de 5 % des suffrages.

Le 25 mai 2014, les élections européennes appellent 1644 personnes à voter; 901 d'entre elles s'abstiennent, soit 54,81 %. Parmi les 743 bulletins dépouillés (représentant 45,19 % des inscrits), 23 bulletins blancs (3,10 %) et 13 bulletins nuls, (1,75 %) ; les 707 autres, soit 95,15 % des bulletins, ont donné les résultats suivants :
- Liste Gilles Lebreton (Bleu Marine) : 159 (22,49 %)
- Liste Isabelle Thomas (PS) : 139 (19,66 %)
- Liste Alain Cadec (UMP) : 114 (16,12 %)
- Liste Yannick Jadot (Europe Écologie) : 75 (10,61 %)
- Liste Jean Arthuis (UDI & Modem) : 71 (10,04 %)
- Liste Myriam Martin (Front de gauche) : 61 (8,63 %)
- les autres listes ont moins de 5 % des suffrages.

## Évolution des tendances
Afin de mieux se représenter l'évolution des votes au cours du temps, voici un graphique correspondant aux différentes élections depuis 1997.
Voici le code des couleurs utilisées :
- Rouge : partis d'extrême gauche (Parti Communiste, Lutte Ouvrière, Front de Gauche...)
- rose : partis de gauche (Parti Socialiste, Parti Radical...)
- vert : partis écologistes
- bleu : partis de droite (UMP, Modem...)
- marron : partis d’extrême droite (Front National...)

- 1  - 25/5/1997 - législatives
- 2  - 21/4/2002 - présidentielles
- 3  - 9/6/2002  - législatives
- 4  - 21/3/2004 - cantonales
- 5  - 21/3/2004 - régionales
- 6  - 13/6/2004 - européennes
- 7  - 22/4/2007 - présidentielles
- 8  - 17/6/2007 - législatives
- 9  - 7/6/2009  - européennes
- 10 - 14/3/2010 - régionales
- 11 - 20/3/2011 - cantonales
- 12 - 22/4/2012 - présidentielles
- 13 - 10/6/2012 - législatives
- 14 - 25/5/2014 - européennes
- 15 - 22/3/2015 - départementales

## Sources, références
1. ↑  
Ouest-France, « Élections municipales 2001 » (consulté le 29 avril 2010).
2. ↑  
Ouest-France, « Élections municipales 2008 » (consulté le 29 avril 2010).
3. ↑  
Ministère de l'Intérieur, « Élections municipales 2014 » (consulté le 24 mars 2014).
4. 1 2  
Ministère de l'intérieur, « Résultat à l'élection départementales 2015 » (consulté le 23 mars 2015).
5. ↑  
Le Maine Libre, « Recours FN à l'élection départementales 2015 » (consulté le 30 mars 2015).
6. ↑  
Ministère de l'intérieur, « Résultat à l'élection départementales 2015 » (consulté le 30 mars 2015).
7. ↑  
Ministère de l'intérieur, « Résultat à l'élection départementales 2015 Le Mans 7 » (consulté le 30 mars 2015).
8. 1 2 3  
Ministère de l'intérieur, « Résultat municipal à l'élection cantonale 2004 » (consulté le 29 avril 2010).
9. ↑  
Ministère de l'intérieur, « Résultat cantonal à l'élection cantonale 2004 » (consulté le 29 avril 2010).
10. 1 2 3  
Ministère de l'intérieur, « Résultat municipal à l'élection cantonale 2011 » (consulté le 23 avril 2012).
11. 1 2 3  
ministère de l'intérieur, « résultat municipal à l'élection régionale 2004 » (consulté le 29 avril 2010).
12. ↑  
ministère de l'intérieur, « résultat régional à l'élection régionale 2004 » (consulté le 29 avril 2010).
13. 1 2 3  
ministère de l'intérieur, « résultat municipal à l'élection régionale 2010 » (consulté le 29 avril 2010).
14. ↑  
ministère de l'intérieur, « résultat régional à l'élection régionale 2010 » (consulté le 29 avril 2010).
15. 1 2  
ministère de l'intérieur, « résultat municipal à l'élection régionale 2015 » (consulté le 6 décembre 2015).
16. 1 2  
http://www.politiquemania.com, « résultat municipal à l'élection législative 1997 » (consulté le 11 juin 2012).
17. ↑  
ministère de l'intérieur, « résultat municipal à l'élection législative 2002 » (consulté le 29 avril 2010).
18. ↑  
ministère de l'intérieur, « résultat de la circonscription à l'élection législative 2002 » (consulté le 29 avril 2010).
19. ↑  
ministère de l'intérieur, « résultat municipal à l'élection législative 2007 » (consulté le 29 avril 2010).
20. ↑  
ministère de l'intérieur, « résultat de la circonscription à l'élection législative 2007 » (consulté le 29 avril 2010).
21. 1 2  Le Maine Libre, « résultat municipal à l'élection législative 2012 » (consulté le 11 juin 2012).
22. ↑  
« résultat municipal à l'élection législative 2012 », sur elections.maville.com (consulté le 18 juin 2012).
23. ↑  
ministère de l'intérieur, « Résultat municipal au référendum 1992 » (consulté le 29 avril 2010).
24. ↑  
ministère de l'intérieur, « Résultat municipal au référendum 2005 » (consulté le 29 avril 2010).
25. 1 2  
ministère de l'intérieur, « résultat municipal à l'élection présidentielle 2002 1er tour » (consulté le 29 avril 2010).
26. ↑  
ministère de l'intérieur, « résultat municipal à l'élection présidentielle 2002 2e tour » (consulté le 29 avril 2010).
27. 1 2 3  
ministère de l'intérieur, « résultat municipal à l'élection présidentielle 2007 » (consulté le 29 avril 2010).
28. 1 2 3  ministère de l'intérieur, « résultat municipal à l'élection présidentielle 2012 » (consulté le 23 avril 2012).
29. ↑  
ministère de l'intérieur, « résultat municipal à l'élection européenne 2004 »(Archive.org • Wikiwix • Archive.is • Google • Que faire ?) (consulté le 29 avril 2010).
30. ↑  ministère de l'intérieur, « résultat municipal à l'élection européenne 2009 » (consulté le 29 avril 2010).
31. ↑  ministère de l'intérieur, « résultat municipal à l'élection européenne 2014 » (consulté le 26 mai 2014).